# Litophellia
Litophellia is een geslacht van zeeanemonen uit de klasse van de Anthozoa (bloemdieren).

## Soort
- Litophellia octoradiata Carlgren, 1938